# Vincent Bizien
Pour les articles homonymes, voir Bizien.
Vincent Bizien est un artiste français né le 13 avril 1968 à Paris, où il vit et travaille. Il s'exprime à travers le dessin et, à l'occasion, l'estampe.

## Biographie

### Commentaires
« Ses peintures à partir de gouache et de crayon peuvent faire penser au surréalisme. Constitué à partir d’images mentales, l’univers pictural qu’il enrichit depuis de nombreuses années ne s’affirme pas comme un rempart imaginaire. Si la figure humaine réapparait dans son iconographie, ce retour est celui d’une humanité malmenée, jamais victorieuse mais plutôt inquiète d’elle même. »

— L'Entrepôt, rue Francis-de-Pressensé, 75014

« Des touilleurs, des pendus, des croquemitaines, des gueules cassées, des marginaux…, le monde de Vincent Bizien semble sortir tout droit d’une cour des miracles. Il y va tout à la fois de l’idée de mascarade, de danse de
mort, de jeux interdits et de mystérieux rituels dont les acteurs sont le plus souvent des figures juvéniles apeurées, comme si elles pressentaient l’avènement d’une catastrophe ou en revenaient stupéfaites de ce qu’elles avaient vécu. »

— Philippe Piguet, « Vincent Bizien, la vie à côté »

## Expositions

### Expositions personnelles
- 2013 : « mothman circus »[2], galerie Maïa Muller, Paris
- 2012 : Galerie Eric Mircher, Paris
- 2009 : « Et vous garderez la tête pour les enfants », Trafic galerie, Paris
- 2008 : « La magie », galerie Jerome Ladiray, Rouen
- 2007 : « Entre les gouttes », Trafic galerie, Ivry-sur-Seine
- 2006 : « Season's Greetings », Trafic galerie, Ivry-sur-Seine
- 2003 : « Transport de formes », l'Entrepôt, Paris
- 2001 : « Twenty gods the Beautiful Church », galerie Polaris, Paris
- 1999 : Galerie Polaris, Paris
- 1998 : « Chimera », A. U Base Gallery, New York
- 1997 : Galerie Polaris, Paris
- 1996 : Galerie Polaris, Paris
- 1994 : Galerie Raph Debarnn, Paris
- 1991 : Galerie Hoffman, Paris

### Expositions collectives
- 2023 : « Immortelle. La vitalité de la jeune peinture figurative française »[3], commissariat de Numa Hambursin et Amélie Adamo, MO.CO., Montpellier

- 2014 :
  - « Des lucioles, carte blanche à Vincent Bizien »[4], galerie Maïa Muller, Paris
- 2013 : 
  - « Viens, la mort, on va danser »[5], sur une idée de Philippe Piguet, galerie Maïa Muller, Paris
  - « E-motion - Bernard Massini collection », Fondation Maeght, Saint-Paul-de-Vence
- 2011 : « Fais gaffe Bobby ! T'entends pas ? Y'a mes os sous le gravier »[6], galerie Le Réalgar, Saint-Étienne
- 2010 :
  - « Ten Years Hunting - [Part Three]: The Trophy Room », Parker's Box, New York
  - « Riders », galerie Polad-Hardouin, Paris
- 2009 :
  - SLICK dessin contemporain, Paris
  - « Drawing Quirks 3 » - Parker's Box, New York
  - « J'écris ton nom liberté »[7], Trafic galerie, Paris
- 2008 :
  - SLICK Foire d'art contemporain, le 104, Paris
  - « Pas Sage », Trafic galerie, Paris
  - « Le dessin », Trafic galerie, Paris
- 2007 : SLICK Foire d'art contemporain, La Bellevilloise, Paris
- 2006 : 
  - Fondation Massini, Nice
  - Trafic galerie, Ivry-sur-Seine
  - SLICK Foire d'art contemporain, La Bellevilloise, Paris
- 2002 : Galerie Polaris, Paris
- 2000 : Galerie Polaris, Paris

## Collection publique
- 2008 : Centre national des arts plastiques

## Illustration
- 2005 : Un mariage en hiver, de Annie Saumont, vu par Vincent Bizien, les éditions du Chemin de fer

## Publications (catalogues d'exposition)
- E-motion, collection Bernard Massini, catalogue par Bernard Ceysson, Guitemie Maldonado, Olivier Kaeppelin, Fondation Maeght, impr., Saint-Paul-de-Vence, 2013
- Fais gaffe Bobby ! T'entends pas ? Y'a mes os sous le gravier !, texte de Marguerite Pilven, galerie le Réalgar, Saint-Étienne, 2011
- J'écris ton nom liberté, catalogue par J.-M. Marchais, Robert Combas, Florence Montagnon, Tita Reut, Trafic galerie, Paris, 2009
- Et vous garderez la tête pour les enfants, texte de Lionel Hager, Trafic galerie[8], Paris, 2009  (ISBN 978-2-918058-02-1)
- Entre les gouttes, texte d'Anne Malherbe, Trafic galerie, Ivry-sur-Seine, 2007